# Portici királyi palota
A portici királyi palota (olaszul: Reggia di Portici vagy olaszul: Palazzo Reale di Portici) egykori Bourbon királyi palota Porticiben. Napjainkban a Nápolyi II. Frigyes Egyetem tulajdona, amely botanikus kertet üzemeltet egykori kertjében.

## Története
1737-ben egy vihar miatt III. Károly és felesége Mária Amália királyné kénytelenek voltak Porticiben időzni. A királynét azonnal megragadta a hely szépsége, és meggyőzte férjét egy palota építéséről, amely a későbbiekben hivatalos királyi rezidenciává vált. Egy másik verzió szerint a király alighogy megszerezte 1734-ben a nápolyi trónt, ismerkedni kezdett a régi arisztokráciával. Feleségével együtt egy napon meglátogatta Porticibeli villájában az egyik herceget. Annyira megtetszett neki a hely, hogy elhatározta, villát építtet magának is. Valaki megjegyezte, hogy veszélyesen közel van a városhoz a Vezúv. Erre a király a korra jellemző választ adott, ami igen tetszett a nápolyiaknak, mert azt is mutatta, hogy már nápolyi módra tud gondolkodni: „Megvéd az ég, a Szeplőtelen fogantatás és San Gennaro!”…, de ugyanakkor kiadta a parancsot a nápolyi tudósoknak, hogy készítsenek jelentést a vulkáni jelenségekről és a Vezúv működéséről. Ez a jelentés volt az első Vezúvra vonatkozó — mai értelemben vett — tudományos feldolgozás.
Az építkezés 1738-ban kezdődött Giovanni Antonio Medrano vezetésével. A munkálatokat később Antonio Canevari, majd Giuseppe Bonito és Joseph Canart folytatták. A király felvásárolta a környező birtokokat egy hatalmas park kialakítása érdekében. Ugyanakkor megvette a szomszédos nemesi villákat is, amelyeket az új palotával egybeépített volna. 1740-ben a palota és a tengerpart közötti telket is megvásárolta az itt fekvő palotákkal együtt. A palota 1742-ben készült el. Miután kicsinynek bizonyult a teljes királyi udvar számára, a királyhoz közeli nemesi családok a palota környékén kisebb villákat, palotákat építtettek, amelyek ma gyűjtőnéven Vezúvi villákként ismertek.
A királyt a nápolyi tudosók arról is tájékoztatták, hogy Portici neve a „kikötő” szóból származik, mert — szerintük — ezen a helyen volt Herculaneum kikötője is. Amikor a király minderről tudomást szerzett és már állt a palota, a Herculaneumban kiásott múzeumi tárgyakat ide gyűjtötte. De nemcsak antik emlékekkel rakták meg a palotát, hanem a királyné kedvtelésből porcelánszalont is készíttetett, a capodimontei manufaktúra egyedülálló remekművét. A király a luxus fokozásán kívül arra is törekedett, hogy a szász uralkodóházból származó feleségének a szászországi Meißen porcelánjait túlszárnyaló porcelán különlegességet produkáljon.
A király nemsokára otthagyta Nápolyt, mivel megszerezte a spanyol trónt. Utódai — versailles-i mintára — a palotát tovább szépítették, a parkjában szórakozóhelyeket építettek. A század végén a nápolyi köztársaságpártiak a palotát is el akarták foglalni és ágyútűz alá vették, ami nagy károkat okozott. Amikor a Bourbonok hatalma ismét megszilárdult, a palotát rendbe hozták, a károkat kijavították. A francia uralom idején Joachim Murat tovább csinosította a palota belsejét, kifestette a termeket. A Bourbon-restauráció után az uralkodó család egyes tagjai laktak itt és itt látták vendégül 1849-ben IX. Piusz pápát, aki a római köztársaságiak elől ide menekült. Garibaldi győzelme után az állam vette tulajdonába és 1873 óta a palotában működik a nápolyi mezőgazdasági intézet, kertjeinek egy részében pedig botanikus kertet rendeztek be. 
A palota legérdekesebb részei a hatalmas díszlépcső, amely az első emeletre visz fel és amelyet Herculaneumból származó szobrok díszítenek. Az első emeleten láthatók a pompás őrök terme illetve a trónterem, valamint egy kínai szoba (Herculaneumból származó padozattal) és egy királyi iroda. További érdekesség a színházból átalakított palotakápolna.

## Botanikus kert
A királyi palota parkját angol stílusban építették ki, hosszú sétányokkal. A park legértékesebb építészeti remekművei a szirének szökőkútja, a hattyúk szökőkútja, valamint a herculaneumi ásatásokból származó szobrok (Győzelem, Flóra). A parkban külön terület volt elkülönítve a labdajátékok számára (az egykori spanyol pelotajátékhoz hasonló). 1742-ben egy állatkertet is létrehoztak a parkon belül, amelynek fő látványossága a török szultántól ajándékba kapott elefánt volt. A palota közelében két díszkertet alakítottak ki, közel 9000 m²-nyi felületen. Ezeket 1872-ben Nicola Antonio Pedicino, a Nápolyi Egyetem professzora botanikus kertté alakította az egyetem Botanika Kara számára. A második világháborúban az itt állomásozó szövetséges csapatok súlyos károkat okoztak a növényállományban, amelyet 1948 óta fokozatosan próbálnak helyreállítani. A 20. század végén a botanikus kerthez csatolták a szomszédos Gussone parkot is, amely által a kert felülete kéthektárosra nőtt, ebből kb. 1000 m²-t üvegházak foglalnak el.